# Братушка
Брату̀шка (на руски: братушка – братче) е разговорно, гальовно и сърдечно название или обръщение към руснак. То получава широко разпространение в България през Руско-турската война (1877 – 1878).
В община Сливница, Софийска област, има село Братушково.

## Братушките в българската литература
През 1878 г. патриархът на българската литература Иван Вазов написва своята трета стихосбирка „Избавление“, в която включва стихотворението „Здравствуйте, братушки!“.
Един от героите в романа „Пътят към София“ от писателя Стефан Дичев казва:
| „ | — Майка им… – рече Тодор, погражданилият се братовчед на Анани. – Знайме ги ние, все кърлежи – кръв да смучат. Ако не са били тези ингилизи, досега братушките да са видели работата на турчина. | “ |

Главният герой Димитър в романа „Освобождение“ от писателя Георги Караславов казва:
| „ | — За кого са дошли да се бият братушките? За нас. Какви българи ще сме тогава ние, щом ще чакаме със скръстени ръце? | “ |

Главният герой Бяно Абаджи в романа „И стана ден“ от писателя Цончо Родев в литературния (измислен от автора) диалог с Панайот Хитов казва:
| „ | — Хвала вам – прекръсти се старецът. – Нека Всемогъщият да ви опази, та дълго, чак до свободата, да помагате на братушките. | “ |